# تاجیه
تاجیه مدرسه ای در بغداد بود که به تقلید از نظامیه، توسط تاج الملک قمی احداث شد.